# Успение Богородично (Субашкьой)
Вижте пояснителната страница за други значения на Успение Богородично.
„Успение на Пресвета Богородица“ (на гръцки: Κοιμήσεως της Θεοτόκου) е православна църква в сярското село Субашкьой (Нео Сули), Гърция, част от Сярската и Нигритска епархия. Църквата е енорийски храм на селото.

## История
Църквата е построена е в 1836 година в източния край на селото на основите на храм, построен в 1775 – 1785 година или по-рано. Към 1835 година храмът е в руини и вероятно с помощта на митрополит Григорий Серски селяните успяват да издействат ферман от султан Махмуд II за ремонтирането му. Във фермана има условие да не се променят размерите на старата църква – височина 7,60 m, 13,50 m ширина и 15 m дължина – и разходите да се поемат от църквата без да се товари местното население. Ремонтът е завършен на 10 май 1836 година според надписа на плоча отвън на северната страна на храма.
Към енорията принадлежат и параклисите „Свети Илия“, „Свети Георги“, „Света Марина“ и „Свети Димитър“.

## Архитектура
В архитектурно отношение е трикорабна базилика с нартекс и с женска църква. Иконостасът е дървен има три реда икони – над царските ред с 12 икони и над него още един с 27. Храмът е частично изписан в XIX век, като общо стенописните сцени са 24. В 1953 година стенописите са подновени.
В XX век е построен нов нартекс на запад. Първоначалната камбанария е построена в 1882 година, но е ниска и затова в 1925 – 1927 година е издигната нова, пететажна. В 1915 година е разрушено старото училище и е разширен църковният двор. Изградена е нова чешма, в която е вградена римска погребална стела, открита в местността Хадзисулинар.
- Вътрешността на храма
- Султанският ферман за ремонт на храма